# Editor de subtítulos
Un editor de subtítulos es un programa que se utiliza para crear o editar subtítulos sobreponiéndolos y sincronizándolos con imágenes de vídeo. Estos editores normalmente ofrecen vista previa, fácil entrada o edición de texto, tiempo de comienzo y fin, y control sobre posicionamiento y formatos de texto. Los editores de subtítulos se pueden encontrar como programas autónomos, o como parte de una aplicación para la edición de vídeo, o como programas de Internet.

## Utilidad
Los subtítulos se utilizan como ayuda para sordos, como clarificación de un diálogo que no se entiende bien, para identificar lugares o personas, para dar información adicional como recetas culinarias, o para traducir otro idioma.
Durante la edición, cada subtítulo consiste de un tiempo de comienzo, texto, final o duración del tiempo de exhibición del texto, estilo del texto y posicionamiento.
El tiempo se mide en fotogramas de vídeo, milisegundos, o en horas:minutos:segundos:fotogramas/milisegundos. El formato de subtítulo que se elija determinará el formato exacto y los caracteres de separación: punto, coma, punto y coma, etc. Un editor de subtítulos deberá ser capaz de convertir un sistema de medición de tiempo en otro distinto.

## Características
Un editor de subtítulos suele tener las siguientes características:
- Ser capaz de visualizar diversos formatos de vídeo y de cargar y guardar distintos formatos de subtítulos.
- Permitir vista previa, es decir, reproducción sincronizada de vídeo y subtítulos, con las opciones pause/play y reproducción rápida/lenta hacia detrás/adelante.
- Permitir entrada y edición de texto:
  - Poder buscar y reemplazar texto.
  - Realizar corrección ortográfica.
  - Permitir el desplazamiento hacia atrás o adelante de un subtítulo o bloque de subtítulos.
  - Poder cambiar la codificación del texto a UTC-8, Unicode,etc.
- Permitir el cambio de duración de visualización de un determinado subtítulo.
- Cambiar el formato de subtítulo: MicroDVD, MPSub, SubRip,etc.
- Cambiar la velocidad de fotogramas a 24, 25, 29'995, 30, etc.

Sin embargo, no todos los editores de texto son igual de flexibles a la hora de cambiar formatos de vídeo o de subtítulos, ni son igualmente fáciles de usar.

## Ejemplos de editores de subtítulos
Para Internet
- Universal Subtitles de Affero GPL
- Online Subtitles Workshop (team edition). Sistema PHP/Javascript de software libre.

Multiplataforma
- Aegisub: software libre. GNU/Linux, OS X, Windows.
- Jubler: software libre. Jubler.org. GNU/Linux, OS X, Windows (Java).[1]
- Gaupol Subtitle Editor: software libre. GNA. GNU/Linux, Windows, OSX. (Python).[2]

GNU/Linux
- Gnome Subtitles: software libre.
- Subtitle Editor: software libre. Para Gnome desktop. GNA.[3]

Windows
- CaptionMaker: comercial. CPC.[4]
- Pers-o-Subtitle Tools[5]
- SubRip: software libre.
- Subtitle Edit: software libre y de código abierto de GPL License[6]
- Subtitle Studio (Untertitelstudio): software libre (alemán). Simon Lehmayr.[7]
- Subtitle Tool: software libre. Tom Zavodny.[8]
- Subtitle Workshop: software libre y la versión 6 es código abierto de GPL License. Andrey Spiridonov.[9]
- WinCAPS Multimedia de Sysmedia: comercial.[10]
- VisualSubSync: software libre.[11]
- PixVis Subtitler - Libre y de pago, Windows. Generador automático de subtítulos, reconocimiento de voz, traducción.

Mac OS X
- MacCaption: comercial. CPC.[4]
- MovieCaptioner: comercial.[12]

## Otros programas
- VobSub/VSFilter/DirectVobSub - no es un editor sino un programa complementario de Windows (DirectX filtro) que visualiza los subtítulos durante la repetición del vídeo.